# USA Pro Challenge
USA Pro (Cycling) Challenge var et amerikansk etapeløb i landevejscykling, som for første gang blev arrangeret i 2011. Løbet havde status som 2.HC, som betød at optil 80% af holdene som deltog kunne være ProTeams. Desuden kunne professionelle kontinentalhold og UCI kontinentalhold fra USA deltage. Etaperne foregik i Colorado i stor højde og var generelt set hårde. 
Efter 2015 er løbet ikke arrangeret.

## Vindere
| År   | Vinder                | Toer                  | Treer              |
| ---- | --------------------- | --------------------- | ------------------ |
| 2011 | Levi Leipheimer       | Christian Vande Velde | Tejay van Garderen |
| 2012 | Christian Vande Velde | Tejay van Garderen    | Levi Leipheimer    |
| 2013 | Tejay van Garderen    | Mathias Frank         | Tom Danielson      |
| 2014 | Tejay van Garderen    | Tom Danielson         | Serghei Țvetcov    |
| 2015 | Rohan Dennis          | Brent Bookwalter      | Rob Britton        |